# Consejero Privado (Imperio ruso)

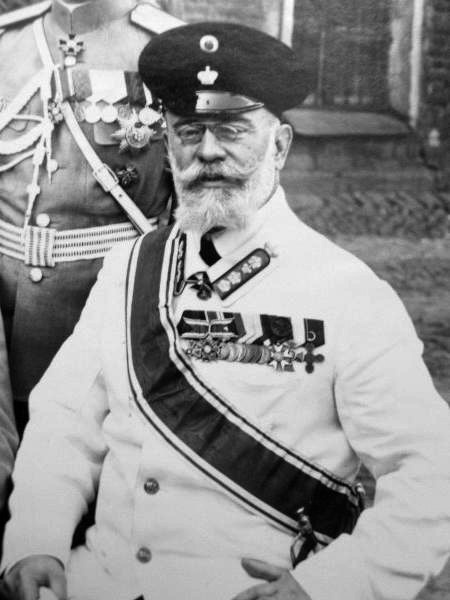
Consejero Privado, antes de 1913.

Consejero Privado (en ruso: тайный советник) fue un grado del Zarato y el Imperio ruso, introducido por Pedro el Grande en la cuarta clase de la Tabla de Rangos desde el 24 de enero (3 de febrero) de 1722. En 1724 fue incluido en la tercera clase. El rango era equivalente al de teniente general en el ejército y al de vicealmirante en la armada. El apelativo para este rango era "Su Excelencia" (Ваше Превосходительство).

## Historia

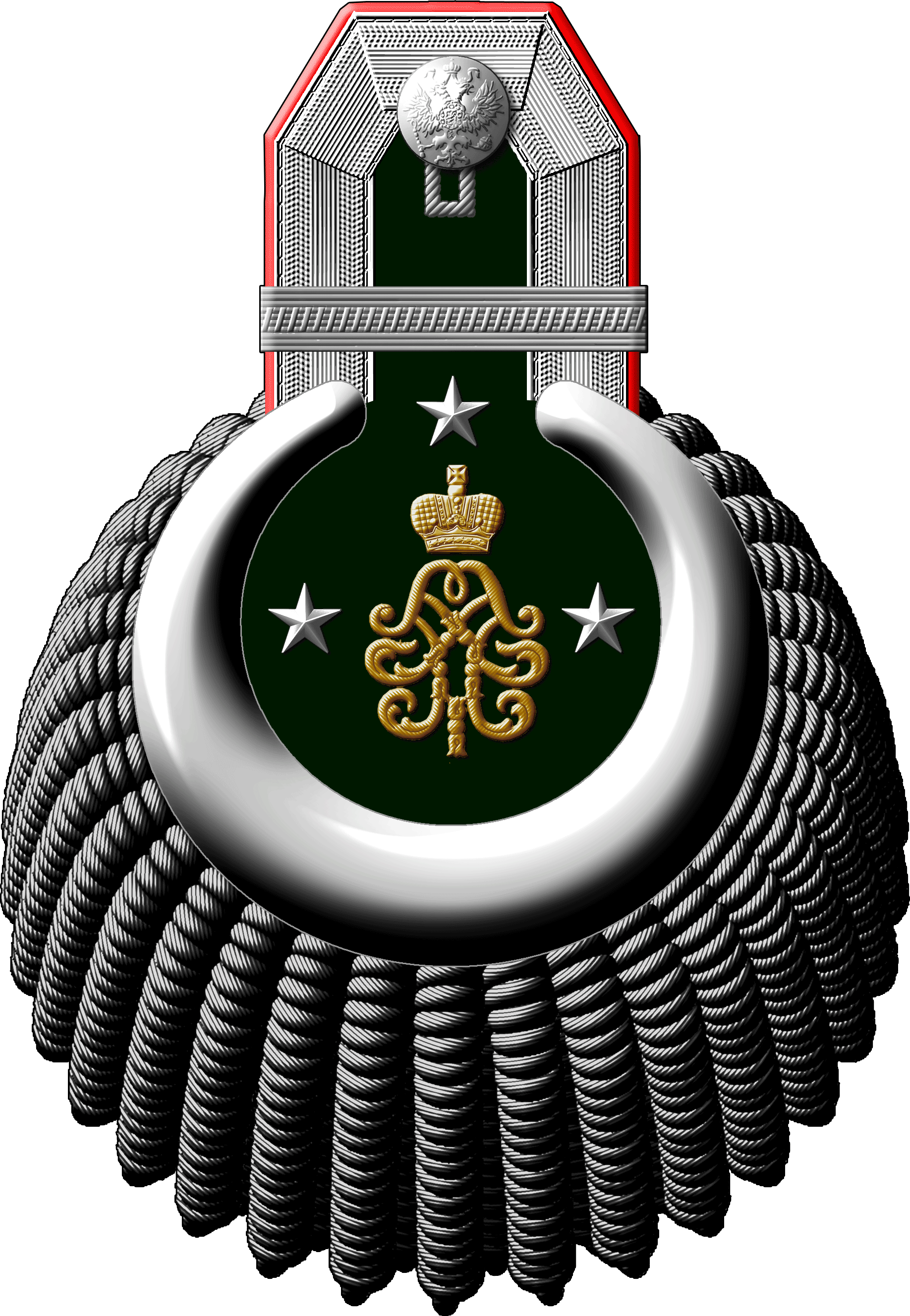
Charretera de un Consejero Privado, profesor de la Academia Imperial Médica Militar, 1898.

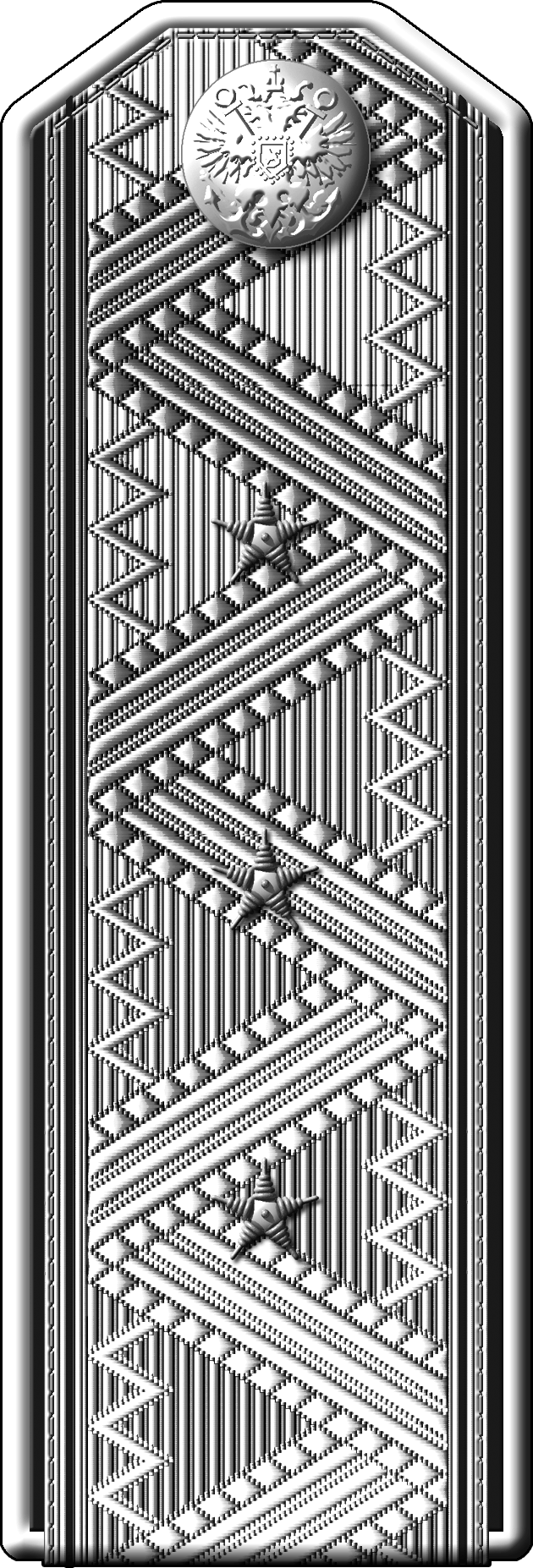
Pogón de un Consejero Privado, Médico del Departamento de Mar (1908-1917).

Las personas que ostentaron este título se encontraban en los puestos más altos del Estado, como ministro, jefes de un departamento importante, senador o académico de la Academia Imperial de Ciencias. Ocasionalmente se promovía a este título a algunos gobernadores que hubieran gobernado por largo tiempo la provincia confiada en reconocimiento de sus méritos antes de ser transferidos a la capital.
Además de San Petersburgo, los consejeros privados podían servir en Moscú o en otras ciudades grandes del Imperio. De este modo los rectores de la Universidad de Moscú, el historiador Serguéi Soloviov y Vasili Kliuchevski, y el  profesor de la Academia Teológica de Moscú, Nikolái Subotin, fueron consejeros privados.
En 1903 había 553 consejeros privados en Rusia. Como otros rangos civiles, fue abolido el 12 (25 de noviembre) de 1917 por el Decreto sobre la abolición de las clases y rangos civiles.
El nombre del rango está asociado con el significado original de la palabra taini, en el sentido de ser alguien digno de la confianza de la corte.

## En la literatura
Antón Chéjov hace aparecer a personajes con este título en El gordo y el flaco y Muerte de un funcionario.